# Cinememória
Cinememória foi um programa de televisão português, uma sessão de filmes exibida pela RTP Memória semanalmente, às quintas-feiras.

## Filmes Exibidos na Cinememória

### 2004
| Dia de exibição       | Título do filme e ano     | País de origem          | Elenco principal                                                                                       | Tempo de exibição   |
| --------------------- | ------------------------- | ----------------------- | --- | ------------------- |
| 8 de dezembro de 2004 | O Último Guerreiro (1954) | Estados Unidos · México | Dale Robertson, Mary Murphy, J. Carrol Naish, John Litel, Joel Fluellen, Iron Eyes Cody, John Hamilton | 1 hora e 30 minutos |
| 8 de dezembro de 2004 | Ao Sul (1995)             | Portugal · Suíça        | Jorge Baião, Fátima Belo, Márcia Breia                                                                 | 1 hora e 30 minutos |